# Distretto di Morcolla
Il distretto di Morcolla è uno degli undici distretti della provincia di Sucre, in Perù. Si trova nella regione di Ayacucho e si estende su una superficie di 289,34 chilometri quadrati.

Istituito il 21 dicembre 1956, ha per capitale la città di Morcolla; nel censimento del 2005 contava 2.190 abitanti.